# Guy de Montrigaud
 Guy de Montrigaud  (mort en 1601) est archidiacre, abbé commendataire de l'abbaye Notre-Dame de Chatillon et agent général du clergé de France.

## Biographie
Guy Guarry de Montrigaud est  archidiacre à Bordeaux lorsqu'il réussit en 1578 après la mort du cardinal Louis de Lorraine à se faire pourvoir la commende de l'abbaye Notre-Dame de Châtillon. Son « administration »  qui le fait surnommer le Fléau des moines  (latin:  Flaegellum religiosorums dictus) est la pire illustration des méfaits du régime de la commende. 
Il s'attribue la totalité des revenus de l'abbaye et dispose des bâtiments et des jardins à sa guise. L'autorité religieuse finit par d'émouvoir de sa gestion et lui enjoint de fournir aux quinze moines subsistants, leur nourriture et de rendre aux lieux de cultes leur destination première. Guy de Montrigaud qui s'est fait désigner par la province ecclésiastique de Bordeaux comme agent général du clergé de France pour la période 1585-1586, fait appel de cette sentence et malgré une décision royale qui lui est défavorable en 1585, il tergiverse jusqu'à ce que la région de Châtillon-sur-Seine se trouve au cœur du conflit entre la  Ligue catholique et les forces royales. Le baron Gellan Thenissey,  gouverneur de la ville pour le compte de la Ligue, repousse  en 1589 le maréchal d'Aumont lors de combats qui endommagent l'ensemble abbatial.Craignant en 1595 une offensive de Charles de Gontaut-Biron, il fait détruire le cloitre, retirer le toit de l'église, et s'apprête à raser les bâtiments abbatiaux. 
Après la prise de contrôle de la cité par ses troupes, Henri IV de France n'hésite pas à investir de l'abbaye, sa maitresse Corisande d'Andoins. Comme elle ne peut bien entendu pas exercer les fonctions d'abbé, elle fait appel en 1601 après la mort de Guy de Montrigaud à un abbé fiduciaire en la personne de Bertrand de Latzagues qui perçoit les revenus pour son compte. Ce dernier n'est bien entendu pas reconnu par l'Église et se démet 1607 pour être remplacé par un cistercien Pierre Couard. Le Roi est contraint de faire cesser ce scandale et il attribue la commende en 1611 à un jeune homme de 16 ans Philipe Legrand de Sainte-Colombes qui conserve le bénéfice jusqu'en 1639 non sans l'avoir céder temporairement à son frère Jean-Baptiste de 1622 à 1632